# توبي بورلاند
توبي بورلاند (بالإنجليزية: Toby Borland) هو لاعب كرة قاعدة أمريكي، ولد في 29 مايو 1969 في روستون في الولايات المتحدة.

## وصلات خارجية
- توبي بورلاند على موقع دوري كرة القاعدة الرئيسي (الإنجليزية)
- توبي بورلاند على موقعبيزبول رفرنس.كوم (الدوري الرئيسي) (الإنجليزية)
- توبي بورلاند على موقعبيزبول رفرنس.كوم (الدوري الثانوي) (الإنجليزية)
- توبي بورلاند على موقع إي إس بي إن.كوم (أم.أل.بي) (الإنجليزية)
- توبي بورلاند على موقع مشجعي الرسوم البيانية (الإنجليزية)